# Одайба
Odaiba (яп. お台場)  - великий штучний острів в Токійській затоці, Японія, через міст Веселки(Rainbow Bridge) від центру Токіо. Спочатку Одайба був побудований для оборонних цілей у 1850-х роках. Наприкінці 20-го століття територія була значно розширена як район морського порту, а в 1990-х роках перетворена на великий комерційний, житловий і розважальний район. Одайба, разом з Мінато Мірай 21 в Йокогамі, є одним з небагатьох штучних морських берегів у Токійській затоці, де набережна доступна і не заблокована промисловістю та портовими зонами.

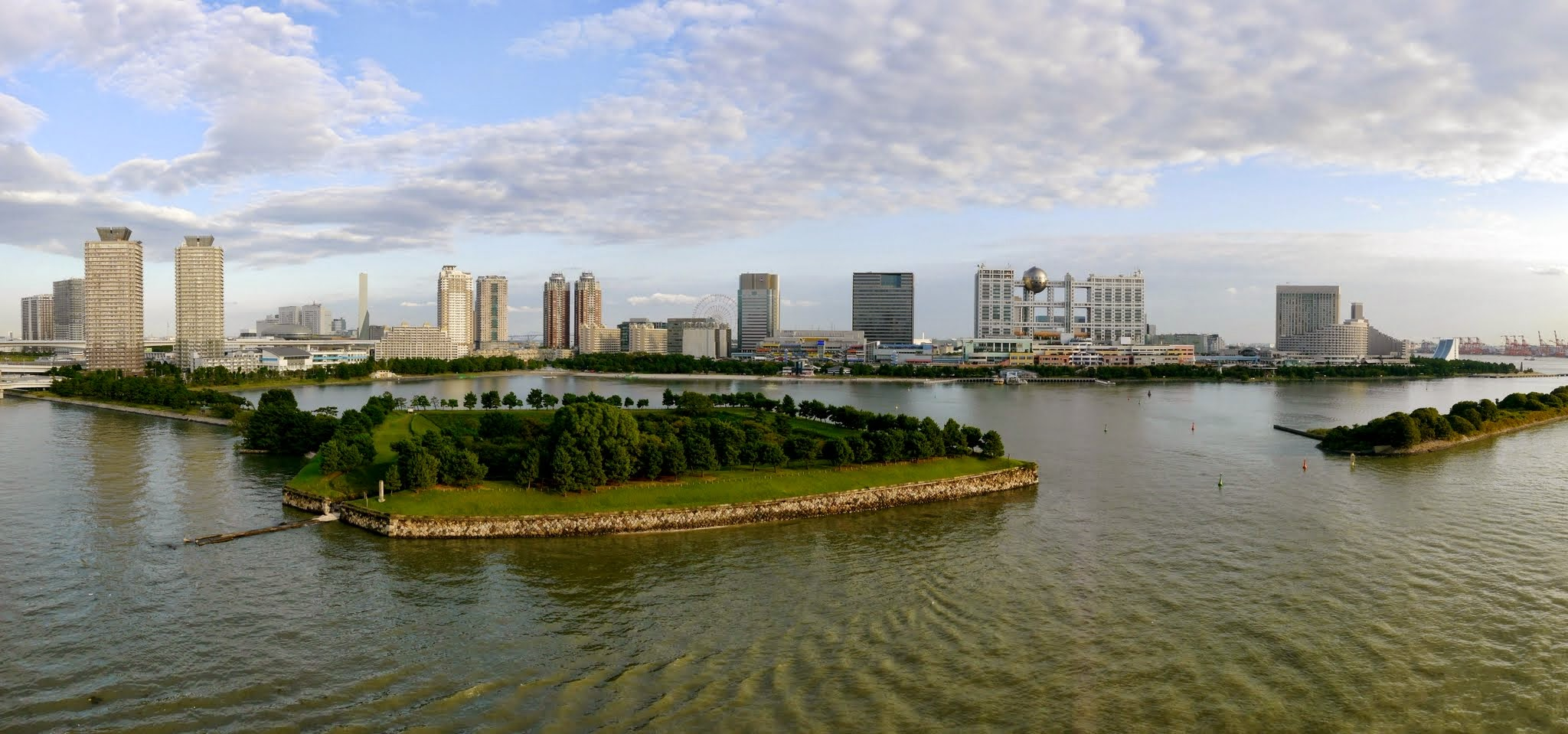
Одайба, вид з моста Rainbow Bridge в 2014 році

Більша частина острова розташована в токійському районі Кото, а північ і північний захід острова - в районах Мінато і Сінаґава. Daiba (яп. 台場)  формально відноситься до одного з районів острова, розташованого в Мінато.  Губернатор Шінтаро Ішіхара використовував термін "Одайба" для позначення всього вторинного центру Токіо на набережній (東京臨海副都心, Tōkyō Rinkai Fukutoshin), який включає райони Аріаке та Аомі району Кото і район Хіґаші-Яшіо району Шінаґава..

## Історія

### Батарейні острови

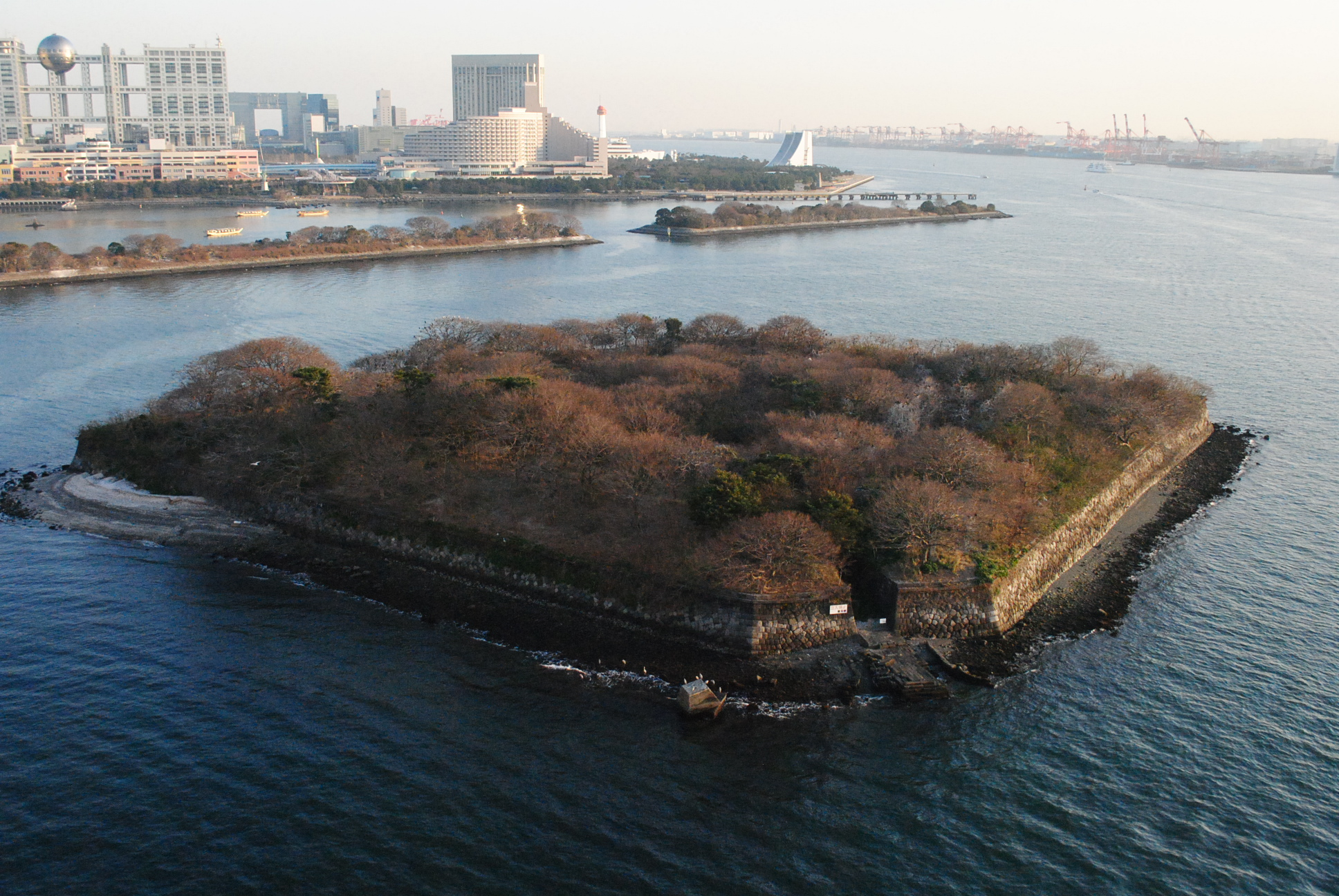
Дай-Року Дайба епохи Едо, вид з Райдужного мосту. На задньому плані - забудований район Одайба.

Назва Одайба відсилає до слова "дайба" (яп. 台場 daiba, "batteries" / "forts"), які утворювали невеликі острови поблизу. Вони були побудовані у 1853 році Егавою Хідетацу для сьоґунату Токуґава з метою захисту Едо від нападу з моря, головною загрозою якого були "Чорні кораблі" комодора Метью Перрі, що прибули того ж року  . У 1928 році Дай-Сан Дайба Dai-San Daiba (яп. 第三台場, No. 3 Battery) була відремонтована і відкрита для відвідувачів як Митрополичий парк Дайба

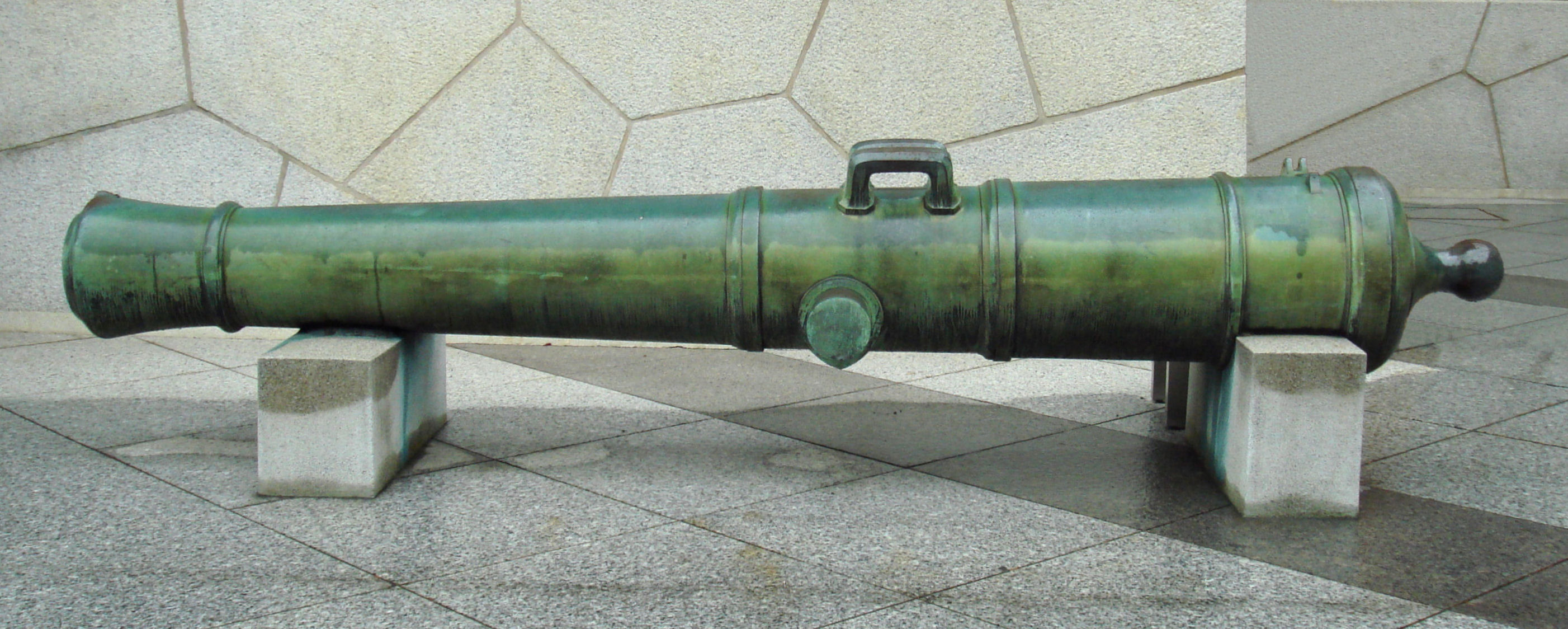
Гармата з Одайби, зараз знаходиться у Святилище Ясукуні. 80-фунтів бронзи, отвір: 250 мм (9,84 дюйма), довжина: 3,830 мм (150,79 дюйма).

Із спочатку запланованих 11 батарей було розпочато будівництво семи, але завершено лише шість.  Батареї з № 1 по № 3 були завершені за вісім місяців у 1853 році. Будівництво батарей №№ 4-7 розпочалося у 1854 році, але до кінця року були завершені лише № 5 і 6. Батареї № 4 і 7 були занедбані, з недобудованими 30% і 70% (відповідно), і замість них була побудована альтернативна наземна батарея поблизу Готеняма. Втім, будівництво № 4 відновили у 1862 році і завершили вже наступного року.
До середини 1960-х років усі батареї, окрім двох (№№ 3 і 6), були або демонтовані для полегшення судноплавства, або включені до складу порту Сінаґава та Теннодзу. У 1979 році "звалище №. 13" (нині райони Мінато-ку Дайба, Сінаґава-ку Хіґасі-Ясіо та Кото-ку Аомі) було завершено і з'єднано з парком, який був Батареєю № 3. З іншого боку, № 6 було залишено природі (доступ заборонено).

### Реконструкція

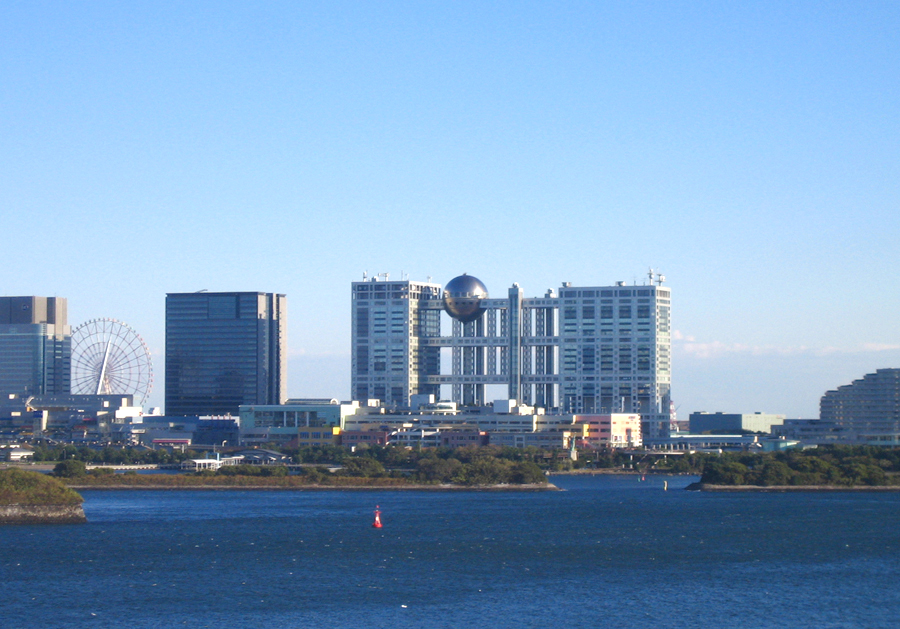
Вид на Одайбу з півночі, з будівлею Fuji TV в центрі, колесом огляду Daikanransha ліворуч, торговими центрами спереду та готелем Nikko праворуч

Сучасний острів Одайба почав формуватися коли в 1941 році відкрився Порт Токіо.
На початку 1990-х років губернатор Токіо Шунічі Сузукі розпочав масштабний план розвитку, який передбачав перебудову Одайби на Токіо-Телепорт-Таун, вітрину футуристичного життя, з новими житловими та комерційними будівлями, де мешкатиме понад 100 000 мешканців. Перепланування планувалося завершити до запланованої "Міжнародної урбаністичної виставки" навесні 1996 року.
Наступник Сузукі Юкіо Аошіма зупинив план у 1995 році, до того часу на проект було витрачено понад 1 трильйон ієн, а Одайба все ще залишався малозаселеним і повним порожніх ділянок. Багато спеціальних компаній, створених для розвитку острова, стали практично банкрутами. Крах бульбашки цін на японські активи був основним фактором, оскільки він підірвав комерційний розвиток Токіо в цілому. Цей район також вважався незручним для ведення бізнесу, оскільки його фізичне сполучення з Токіо - міст "Райдуга" та лінія швидкісного транспорту Юрікамоме - робило подорожі до та з центру Токіо відносно довгими та дорогими.
Територія почала відроджуватися наприкінці 1990-х років як туристична та розважальна зона, з кількома великими готелями та торговими центрами. Кілька великих компаній, включаючи Fuji Television, перенесли свої штаб-квартири на острів, а транспортне сполучення покращилося з приєднанням лінії Рінкай до залізничної мережі JR East у 2002 році та продовженням на схід лінії Юрікамоме до Тойосу у 2006 році. Токіо Біг Сайт, конференц-центр, який спочатку був побудований для проведення запланованого губернатором Сузукі міжміського з'їзду, також став основним місцем проведення міжнародних виставок.
З 2004 по 2018 рік в Одайбі проходили змагання з дрифту в рамках автоспортивної серії D1 Grand Prix.
Одайба була одним з місць проведення Літніх Олімпійських ігор 2020 року. Серед заходів, які там відбудуться, - пляжний волейбол у парку Шіоказе, триатлон і марафонське плавання в морському парку Одайба, а також гімнастика на новому гімнастичному майданчику.

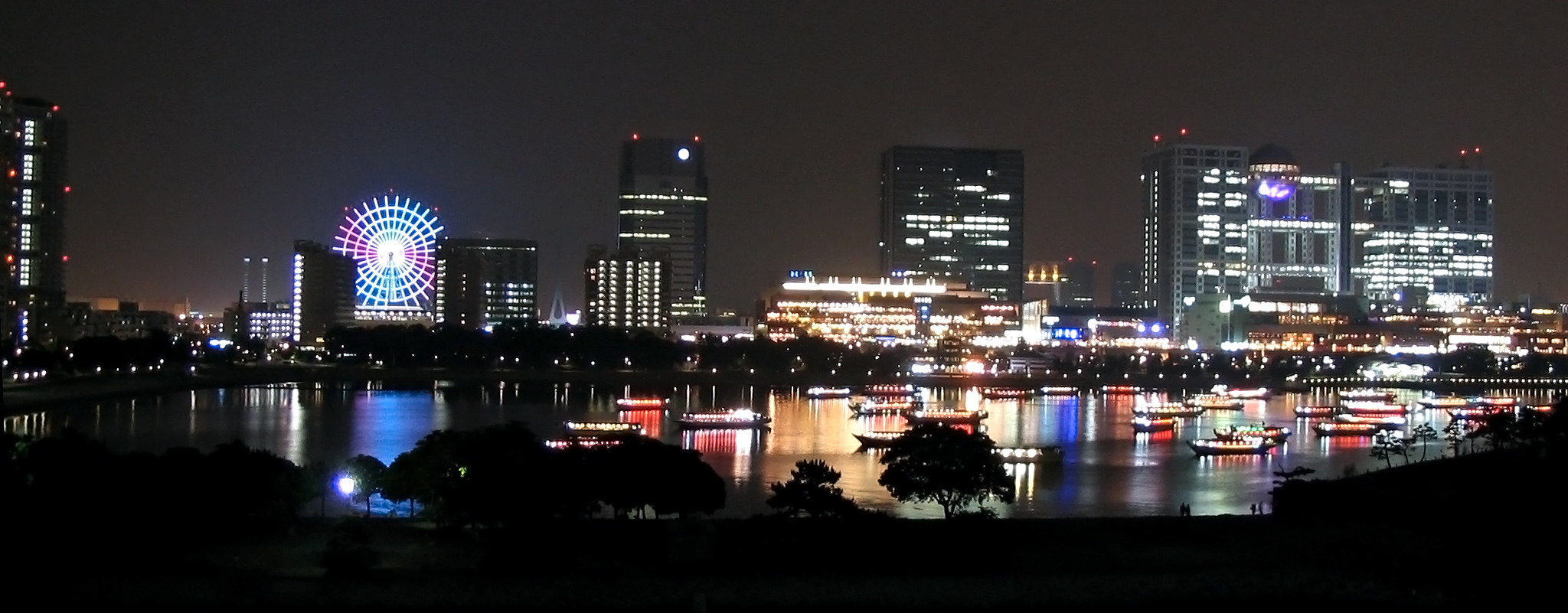
Одайба вночі

## Галерея

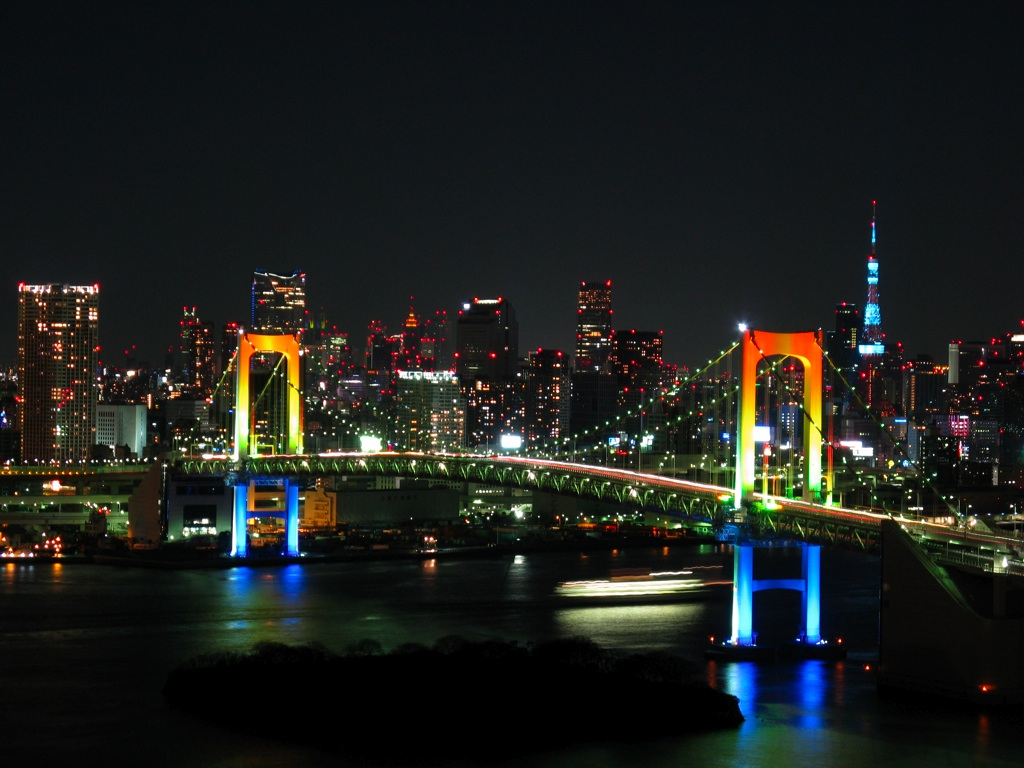
Rainbow Bridge (Tokyo)[en]
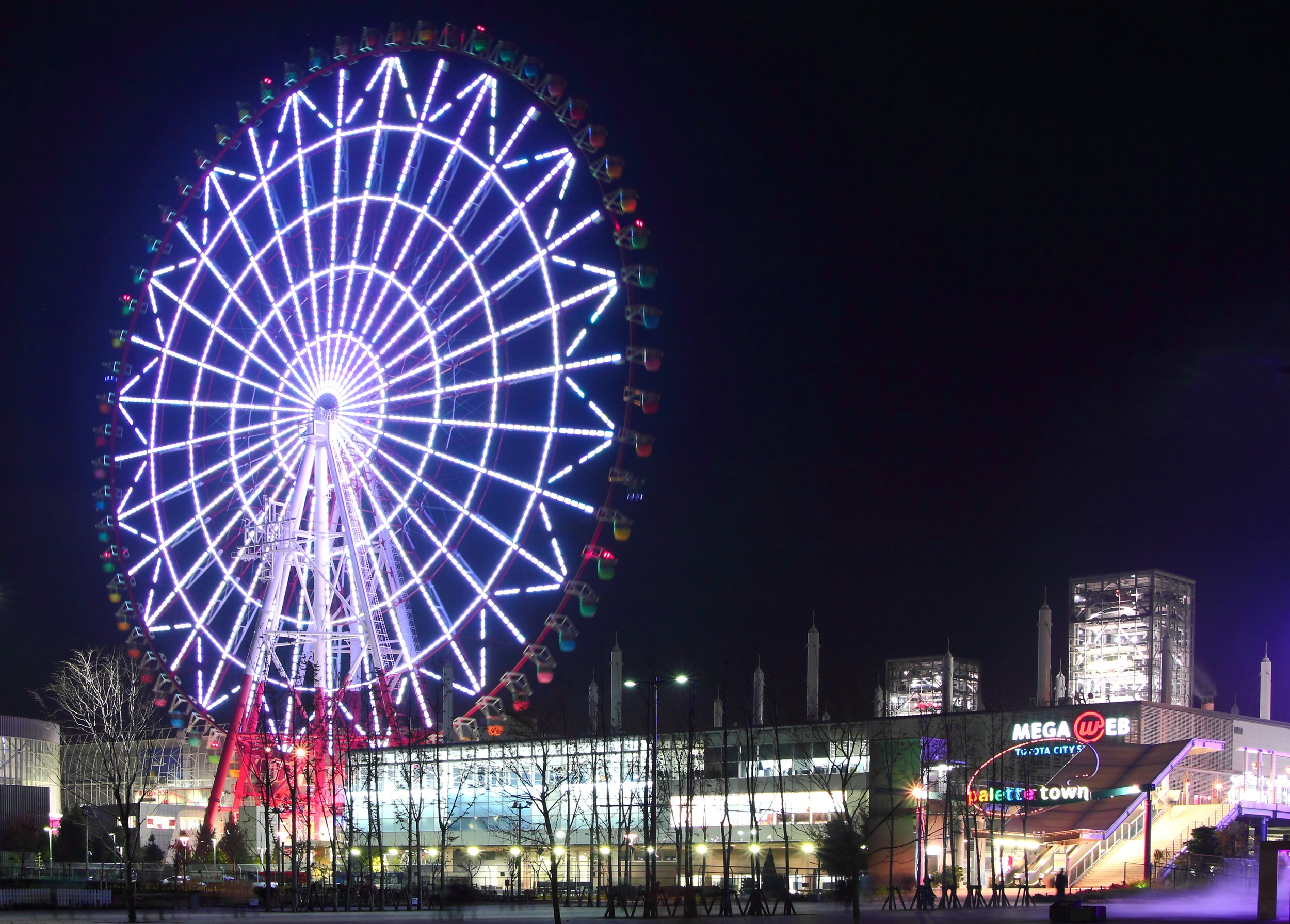
Palette Town[en]
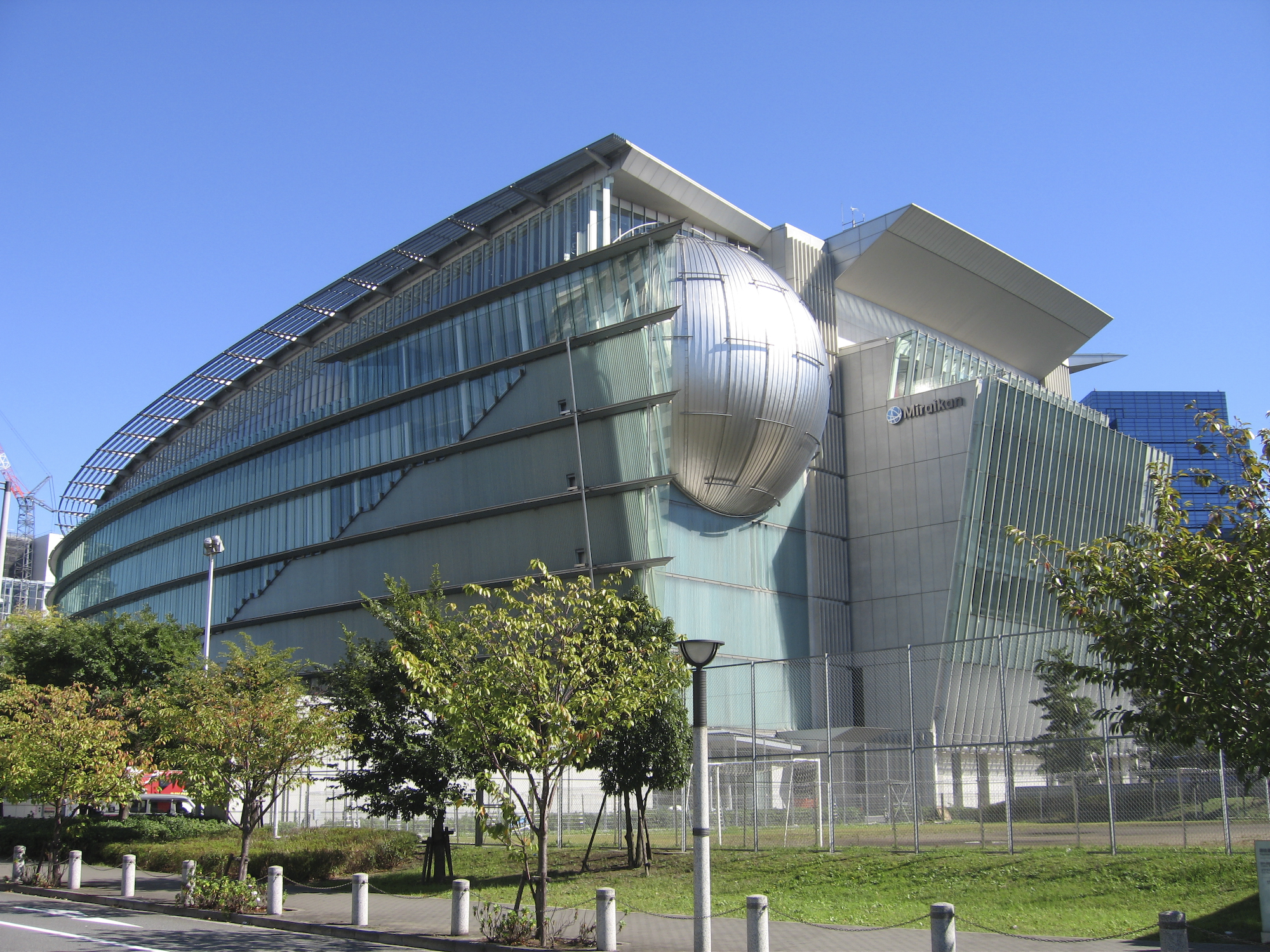
Miraikan[en]
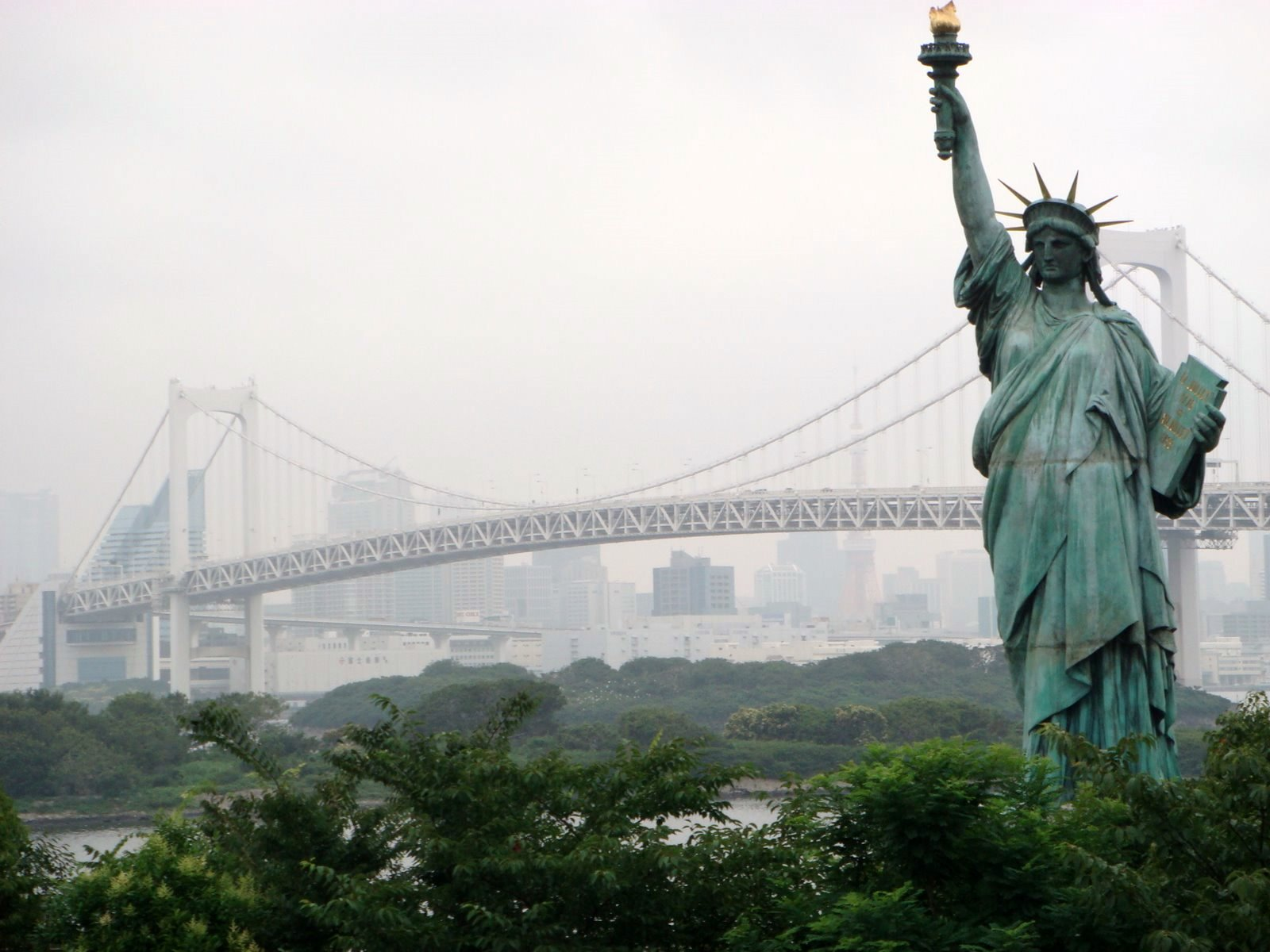
Репліка Статуї Свободи
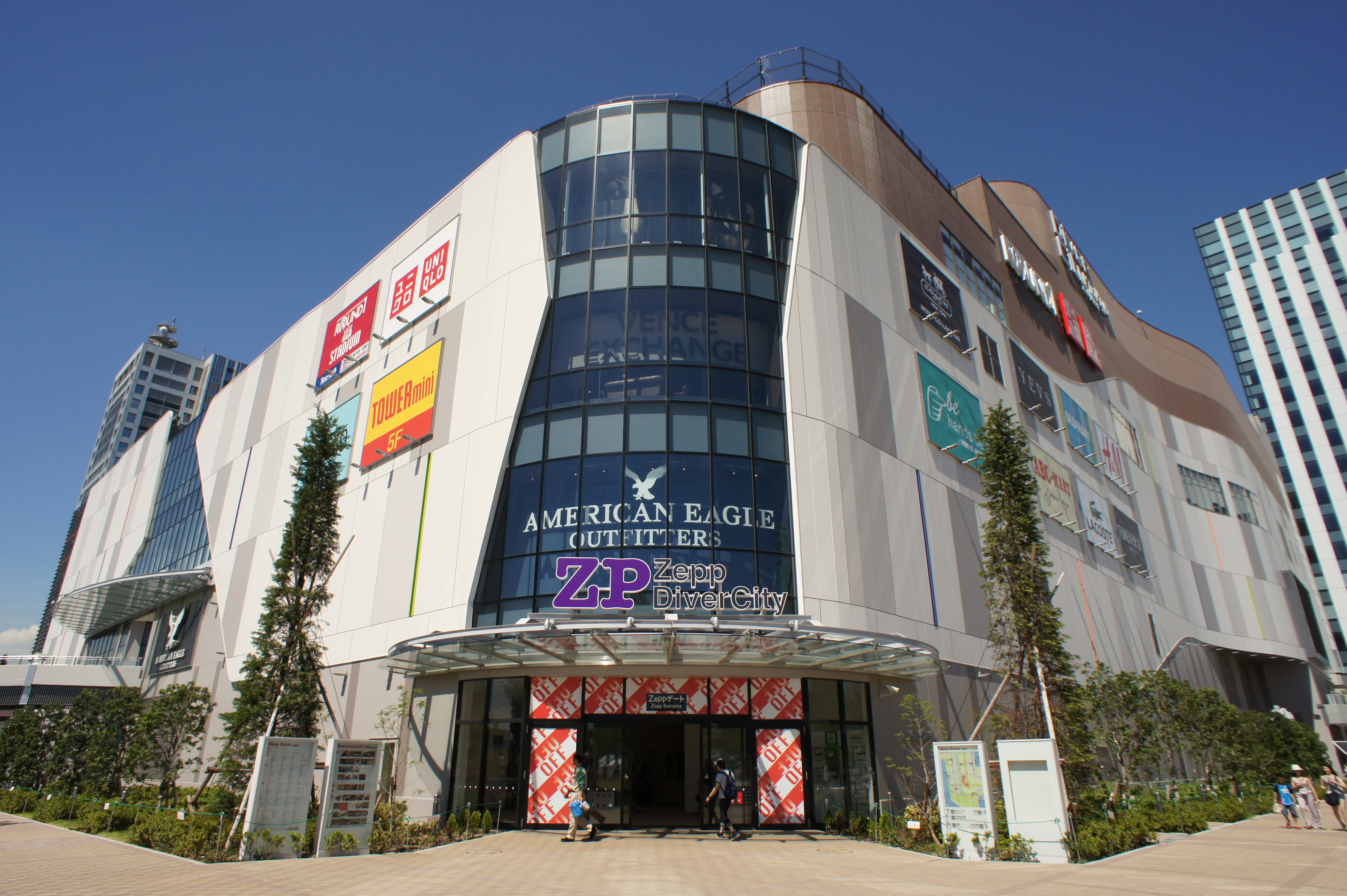
Zepp DiverCity
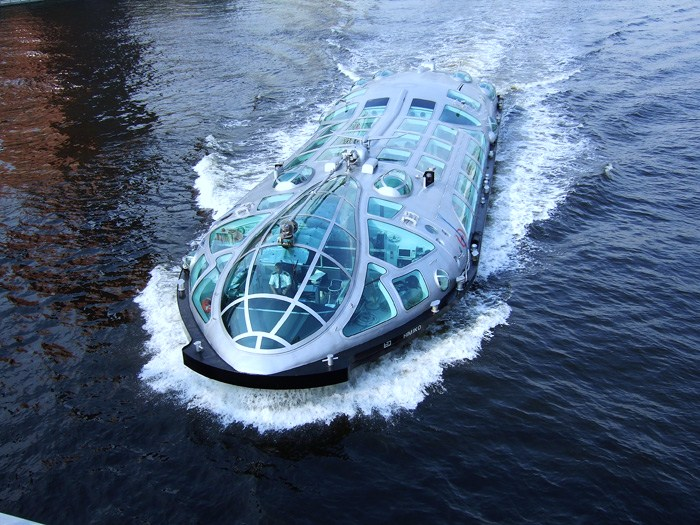
Токійський круїзний лайнер

## Освіта

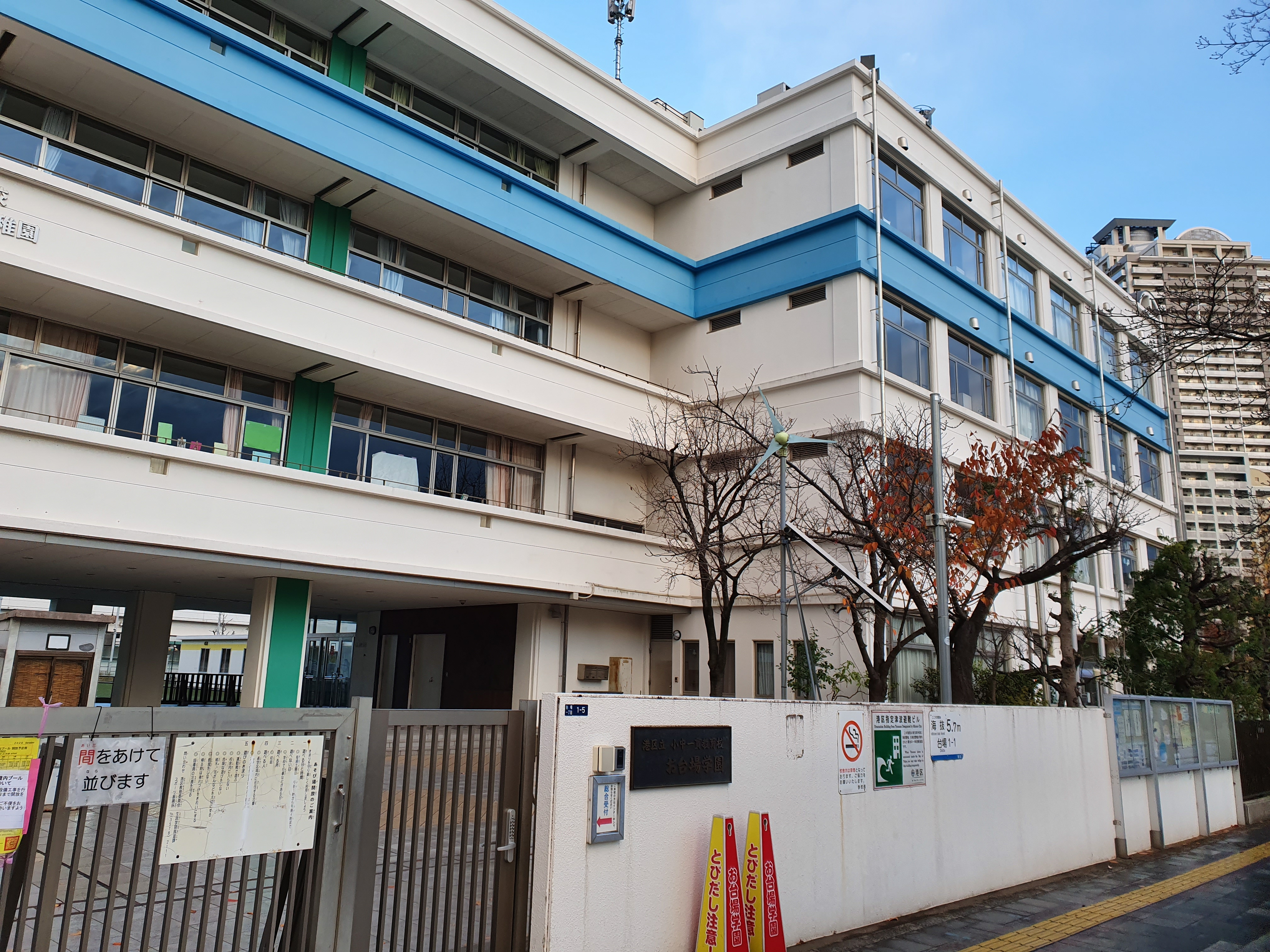
Одайба Гакуен (お台場学園), державна початкова і середня школа на Одайбі

Міська рада освіти Мінато управляє державними початковими та середніми школами. Райони Daiba 1-2 chōme 1-5-ban відносяться до Odaiba Gakuen (お台場学園) для початкової та молодшої середньої школи. 